# Iglesia de Santa Eugenia (Biarritz)
La iglesia Sainte-Eugénie se encuentra en Biarritz, en el departamento de Pyrénées-Atlantiques. Depende de la parroquia de Notre-Dame-du-Rocher, de la que también dependen la iglesia de Saint-Joseph, la iglesia de Saint-Charles, la iglesia de Saint-Martin, la capilla de Saint-Esprit du Braou y finalmente la iglesia de Sainte-Thérèse en Biarritz. La iglesia ha sido atendida desde 2012 por la comunidad de Saint-Martin, a petición del M Aillet, obispo de Bayona.

## Descripción
La iglesia de Santa Eugenia está bajo el patrocinio de Santa Eugenia, patrona de la esposa de Napoleón III, la emperatriz Eugenia de Montijo. Es una iglesia neogótica de piedras grises que domina el Puerto Viejo.
Su construcción duró desde 1898 hasta 1903. Anteriormente se encontraba en este lugar la capilla de Notre-Dame-de-Pitié. La construcción del campanario comenzó en 1927 y las campanas se instalaron allí en 1931. Destacan en el edificio las vidrieras de Luc-Olivier Merson.

## La cripta
La cripta alberga el sepulcro del párroco Gastón Larre, primer párroco en 1884 y que decidió modificar la capillita original. Hoy alberga exposiciones de arte de la ciudad.

## Galería de imágenes

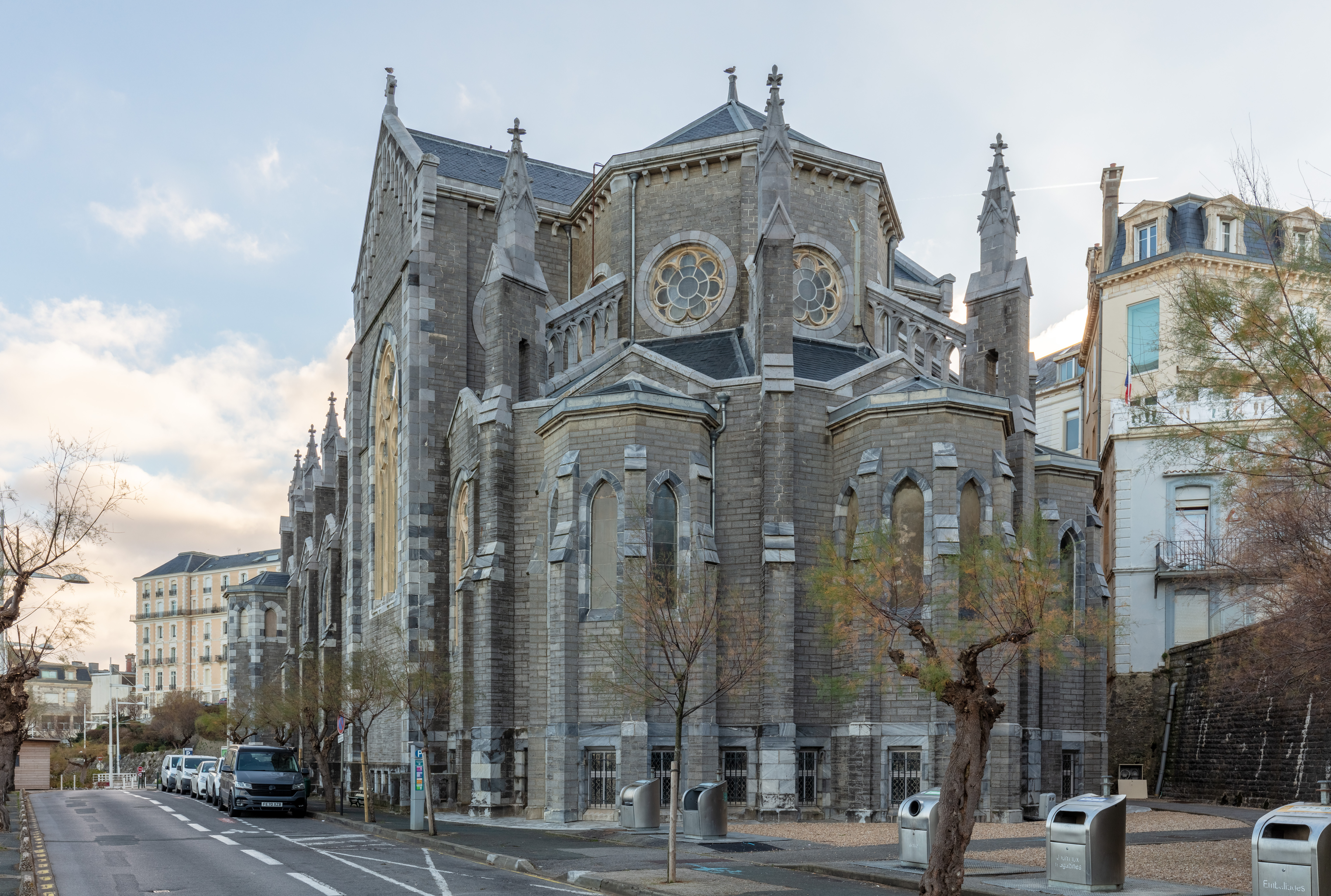
Vista de la iglesia con el faro de Biarritz al fondo.
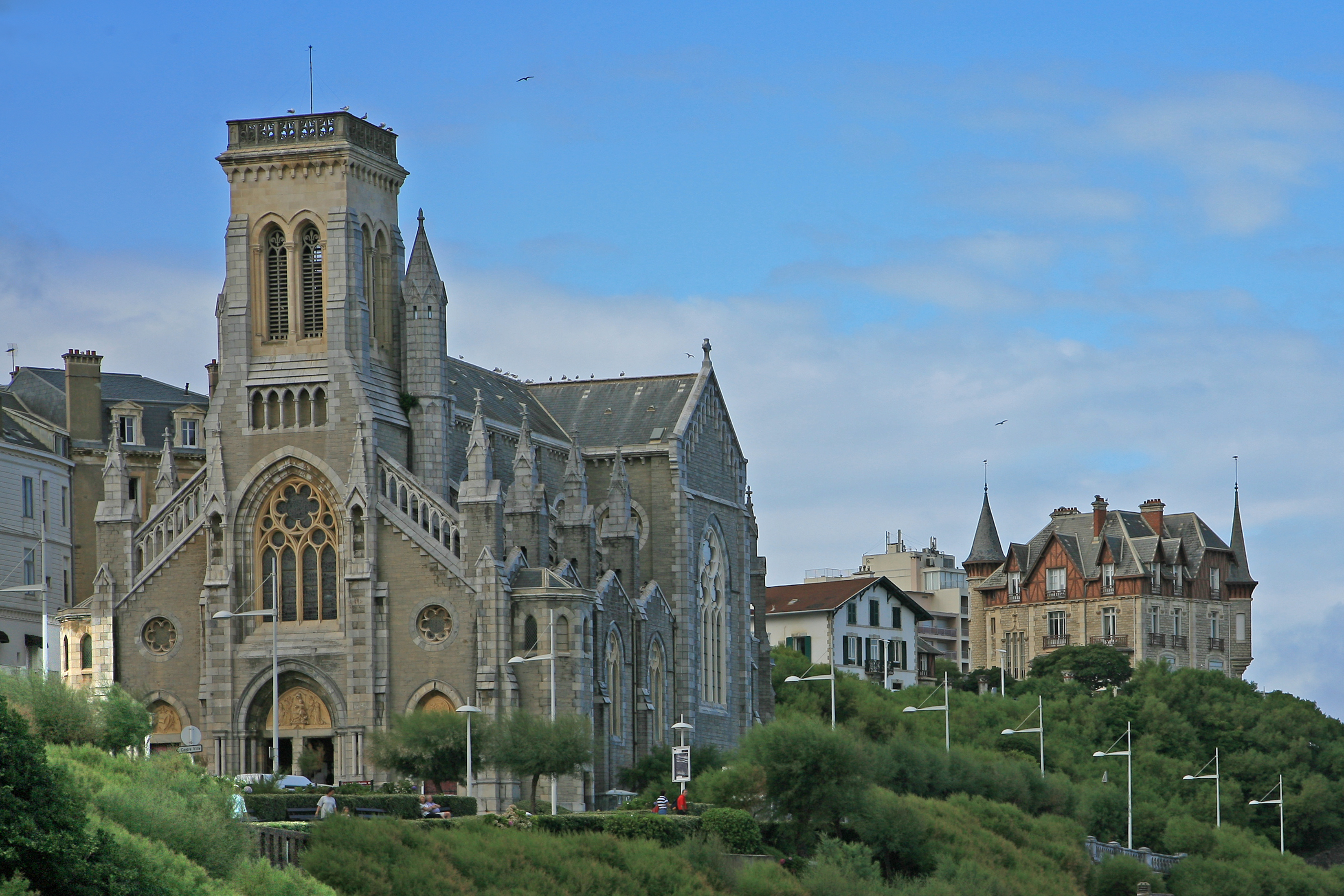
Vista frontal.
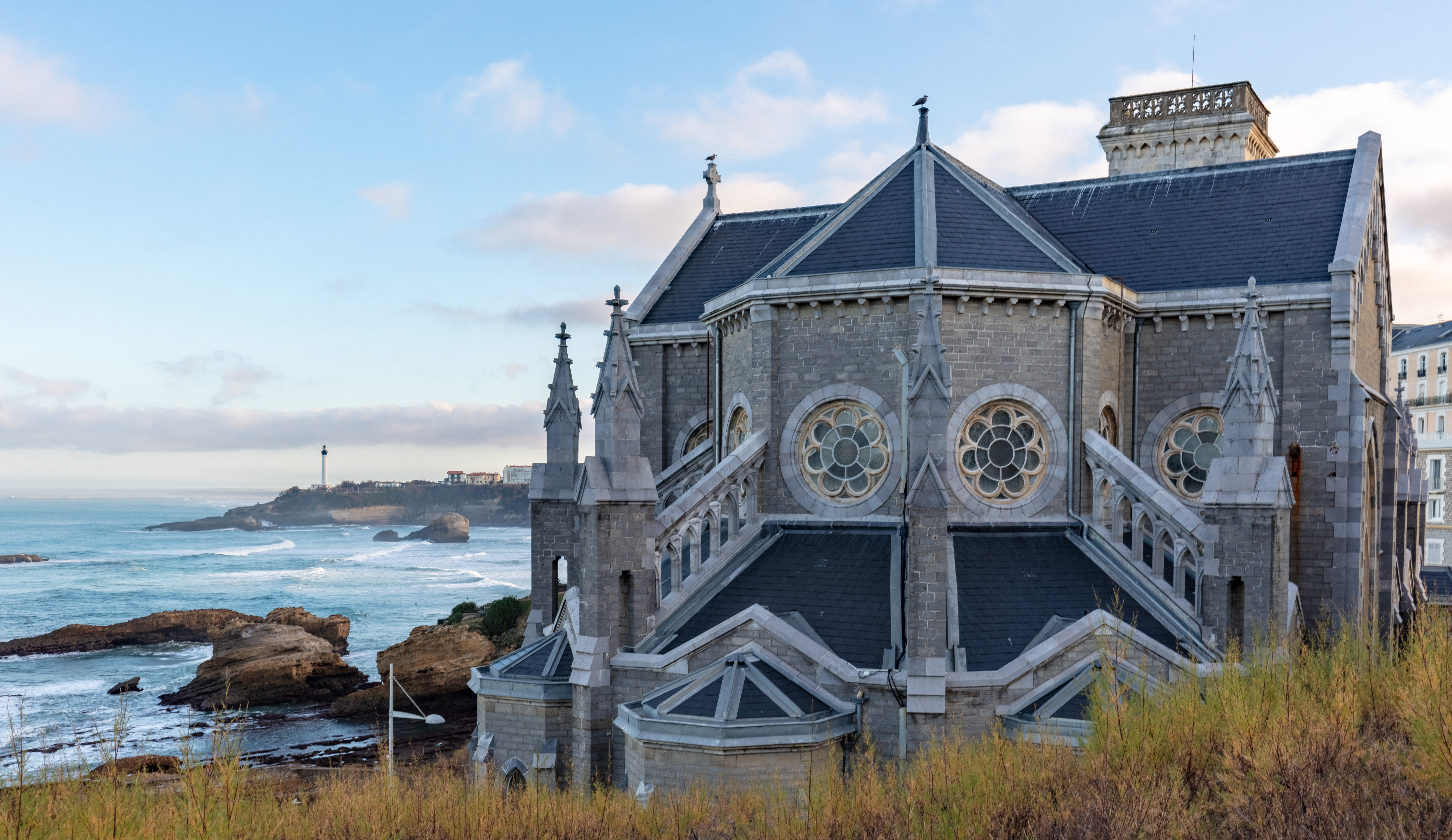
Vista del ábside.
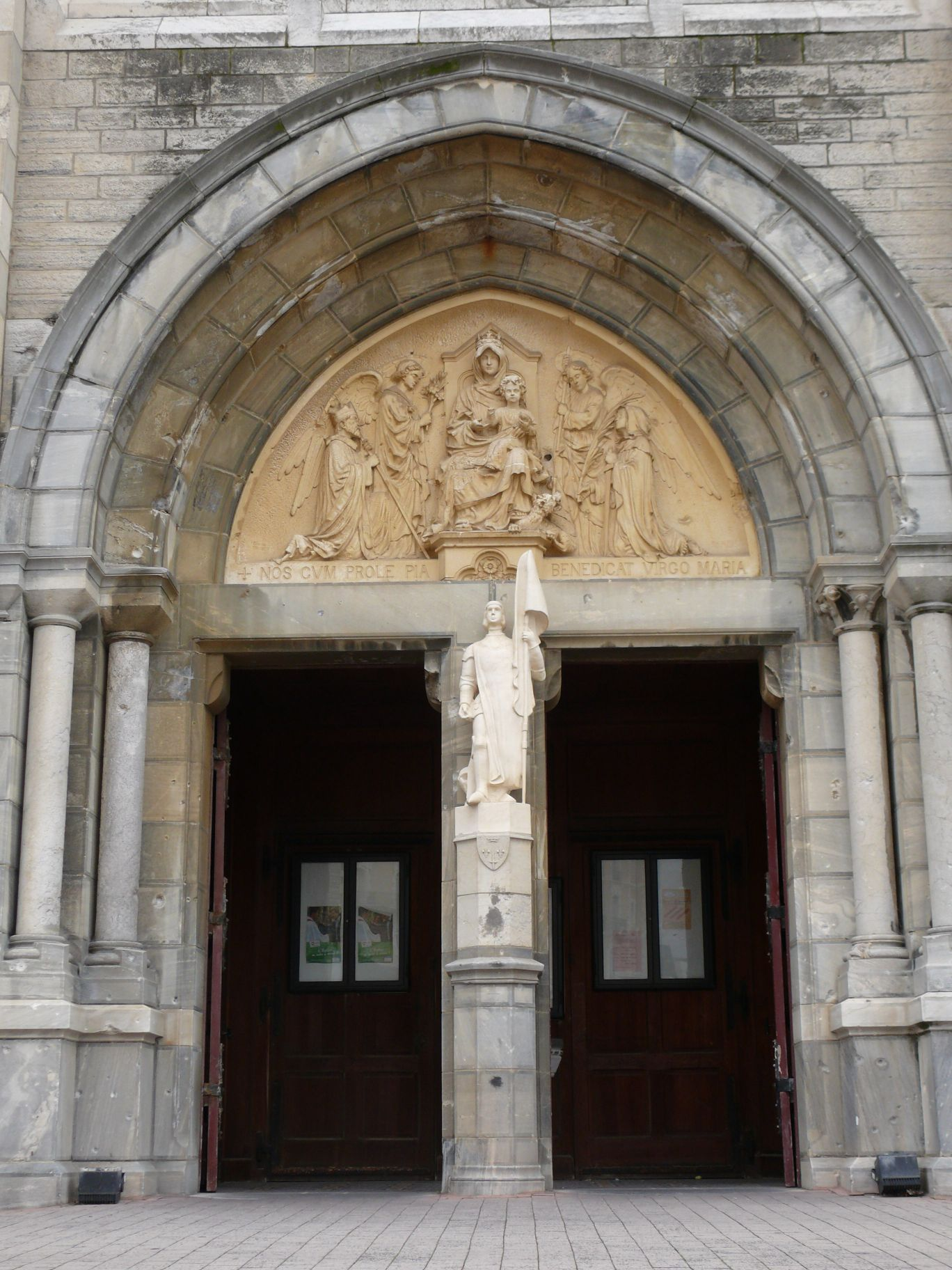
Portada.